# Stenolagnija
Stenolagnija je parafilija odnosno seksualni fetiš u kome seksualno uzbuđenje izaziva demonstracija razvijenosti mišića. 
Obožavanje mišića može uključivati sudionike iz oba spola i svih seksualnih orijentacija. Broj uključenih osoba može varirati, no najčešće je riječ o odnosu između dva sudionika. Dominantni pojedinac je gotovo uvijek osoba s velikom veličinom tijela ili visokim stupnjem vidljive mišićne mase(Često profesionalni bodybuilder, fitness natjecatelj ili hrvač), dok je štovatelj često, ali ne uvijek, slabiji ili manji.U praksi, stenolagnija može uključivati hrvanje,držanje,podizanje i nošenje, kao i trljanje, masažu, ljubljenje, ili lizanje dominantne osobe. 
Kao i kod mnogih praksi vezanih uz BDSM količina sile i boli koja je uključena ovisi o željama sudionika. Dok neki dominanti mogu iskoristiti svoju veličinu i snagu kako bi obožavatelja, prisilili da dođe u kontakt s mišićima, drugi mogu samo prikazati svoje mišiće i omogućiti im da ih obožavaju. Ljudi koji sudjeluju u obožavanju mišića obično nađu spolno uzbudljivu praksu, ali neki muški bodybuilderi nude susrete samo za novčanu naknadu, jer bodybuilding ne jamči stalni prihod. Za poznate natjecatelje, to također može privući navijače koji žele priliku susresti i dotaknuti mišiće bodybuildera koje idoliziraju.
U suvremenom svijetu čest predmet stenolagnije su bodybuilderi.